# Блэк, Грэм
Грэм Блэк (англ. Graeme Black) — шотландский кёрлингист.

## Достижения
- Чемпионат Шотландии по кёрлингу среди юниоров: золото (2009).

## Команды
| Сезон   | Четвёртый   | Третий         | Второй          | Первый         | Запасной                                | Турниры                       |
| ------- | ----------- | -------------- | --------------- | -------------- | --------------------------------------- | ----------------------------- |
| 2008—09 | Iain Watt   | Грэм Блэк      | Стивен Митчелл  | Andrew Dolman  |                                         | ЧШМ 2009 (7 место)            |
| 2009    | Грэм Блэк   | Алли Фрейзер   | Стивен Митчелл  | Thomas Sloan   | Глен Мёрхэд (ЧМЮ) тренер: Алан Ханна    | ЧШЮ 2009 · ЧМЮ 2009 (9 место) |
| 2009—10 | Грэм Блэк   | John Penny     | Colin Howden    | Dean Clark     |                                         |                               |
| 2010—11 | Грэм Блэк   | Кайл Уодделл   | Peter Macintyre | Крейг Уодделл  |                                         | ЧШМ 2011 (8 место)            |
| 2011—12 | Грэм Блэк   | Neil McKinlay  | Ross McKinlay   | Colin Howden   |                                         | ЧШМ 2012 (8 место)            |
| 2012—13 | Грэм Блэк   | Scott Hamilton | Colin Howden    | Allan Marshall |                                         |                               |
| 2014—15 | Грэм Блэк   | Scott Hamilton | Robert McBride  | Allan Marshall |                                         |                               |
| 2016—17 | Frazer Hare | Scott Hamilton | Грэм Блэк       | David McMiken  | Andrew Chalmers тренер: Andrew Chalmers | ЧШМ 2017 (7 место)            |

(скипы выделены полужирным шрифтом)